# پنپلینو
پنپلینو (به لهستانی:  Pęplino) یک روستا در لهستان است که در گمینا اوستکا واقع شده‌است. پنپلینو ۳۷۱ نفر جمعیت دارد.